# Шелах, Сахарон
Сахарон Шелах (ивр. שהרן שלח‎) — израильский математик, профессор Еврейского университета в Иерусалиме и Рутгерского университета в Нью-Джерси.
Родился в Иерусалиме 3 июля 1945 года, в семье израильского поэта Уриеля Шелаха (Гальперина), более известного под псевдонимомом Ионатан Ратош.
Основные труды в области математической логики, в частности, теории моделей и теории множеств. В 1986 году выступил с пленарным докладом на Международном конгрессе математиков, в 2012 году — с пленарным докладом на Европейском математическом конгрессе. К 2009 году опубликовал около 900 статей (вместе с более чем 200 соавторами).
Женат и имеет троих детей.
Награды:
- 1977 — Премия Эрдёша
- 1981 — Ротшильдовская премия
- 1992 — Премия Пойи SIAM
- 1998 — Премия Израиля
- 2000 — Премия Бойяи
- 2001 — Премия Вольфа по математике
- 2011 — Премия ЭМЕТ
- 2013 — Премия Стила